# 0x10c
0x10c (pronunciado "diez a la c") es un videojuego cancelado sandbox y ciencia ficción previamente en desarrollo por Mojang AB. Fue anunciado el 3 de abril de 2012 por Markus Persson, el diseñador principal del juego. El proyecto se pospuso indefinidamente en abril de 2013 porque Persson se encontró en un bloqueo creativo, citando el problema principal como "no es muy divertido de jugar". Persson luego declaró que lo más probable es que continúe trabajando en proyectos más pequeños por el resto de su vida. El juego fue cancelado más tarde por completo.
Las características anunciadas incluían una computadora virtual completamente funcional, encuentros aleatorios, un sistema de economía avanzada y también modos individuales y multijugador en un universo consistente, o "Multiverso". El juego tiene lugar en el año 281,474,976,712,644 DC después de que las personas comienzan a despertarse del "sueño profundo" causado por un error en las células del sueño profundo que se lanzaron en 1988. 0x es un prefijo en muchos lenguajes de alto nivel utilizado para indicar un valor hexadecimal. 10 C en hexadecimal equivale a 1612 en decimal, lo que equivale a 281.474.976.710.656, el número de años transcurridos en la historia desde 1988.

## Jugabilidad
La lista de características incluía ingeniería, batallas espaciales, transiciones perfectas del espacio al planeta, minería y comercio, armas láser y un universo abierto con variantes de Videojuego de un jugador y multijugador.
0x10 c presentaba un procesador emulado de 16 bits dentro del juego llamado DCPU-16 al que se podía acceder a través de cualquiera de los monitores ubicados en el juego. El DCPU-16 también podría cargar programas y datos externos utilizando los estándares requeridos que habrían permitido a la comunidad hacer sus propios emuladores DCPU-16.

## Desarrollo
En diciembre de 2011, Markus Persson anunció que renunciaría a su puesto como desarrollador principal de Minecraft, y que estaría trabajando en otro proyecto. El CEO de Mojang, Carl Manneh, dijo en una entrevista con Edge Online que Mojang estaba comprometido a apoyar un nuevo proyecto que Persson estaba desarrollando, junto a otro juego creado por otros desarrolladores de su compañía. Después de ganar un premio especial de BAFTA en marzo de 2012, Persson reveló que había tres proyectos diferentes que estaba desarrollando, pero que aún no había decidido en cuál se comprometería a trabajar. Unos días más tarde, en una entrevista con la revista "PC Gamer", Persson anunció que estaba trabajando en un juego de temática espacial que se inspiró en el programa de televisión Firefly (serie de televisión) y el videojuego  Élite.
Los primeros detalles de este juego fueron publicados en un sitio web de paródico del Día de las bromas de abril llamado "Mars Effect", un juego de palabras sobre Mass Effect aludiendo al juicio de Bethesda Softworks sobre infracción de marca registrada. Unos días más tarde, Persson anunció que había elegido un nombre real para el juego y que ya había hecho algunos progresos en su desarrollo. Aunque no es inmediatamente obvio cómo pronunciar el nombre del juego y se propusieron una gran variedad de sugerencias, Persson ha dicho que lo pronuncia como "diez a la c", pero que "la gente puede pronunciarlo como quiera".
El 13 de octubre de 2012, el primer gameplay de 0x10 c fue lanzado por Persson en el sitio web del juego. El 26 de octubre de 2012, la primera prueba multijugador se subió al sitio web desde Twitch.TV. En una entrevista de abril de 2013 con  Polygon, Persson declaró que el desarrollo de "0x10c" se vio afectado por un obstáculo creativo y se suspendería. Persson también dijo que el juego está "muy lejos" y que ampliaría el equipo, trayendo a otro desarrollador para "asegurarse de que el juego se haga". El 13 de agosto de 2013, Persson confirmó en una transmisión en vivo que "0x10c" fue archivado indefinidamente, y agregó que el juego podría hacerse en el futuro, si otro empleado de Mojang estuviera interesado en continuar su desarrollo.

### Arte
"El estilo es el encuentro entre el pixel art y el 3D moderno. Está influenciado por la brillante y vívida ciencia ficción, y la funcionalidad realista de una nave espacial para encajar con el estilo realista de 0x10c", dijo Jonatan Pöljö, artista del equipo del juego.

### Banda sonora
El 15 de septiembre de 2014, Daniel Rosenfeld (C418), quien también compuso la música para el juego anterior de Mojang, Minecraft, lanzó la banda sonora de 0x10c en su página de Bandcamp, que consta de dos tracks, "0x10c" y "0".

### Precios
Se esperaba que 0x10c fuera el primer juego de Mojang con una tarifa de suscripción mensual para el modo multijugador en linea (pero sin tarifa recurrente para el modo de un solo jugador). Persson dijo que esto se debió al costo de "emular todas las computadoras y la física, incluso cuando los jugadores no están conectados". Se desconoce si iba a haber un modo multijugador privado. Se reveló que el precio sería similar a Minecraft, con su versión alfa costando menos que la beta, y la beta costando menos que el lanzamiento completo.